# Santander (departament)
Santander – departament Kolumbii. Był niegdyś jednym z dziewięciu stanów, tworzących Stany Zjednoczone Kolumbii. Leży w środkowo-północnej części kraju. Jego granice stanowią: rzeka Magdalena od zachodu, od południa i wschodu departament Boyacá, a od północy Norte de Santander.  Stolicą departamentu Santander jest miasto Bucaramanga.

## Prowincje
Departament Santander jest podzielony na prowincje:
- Soto
- Comunera
- Guanentá
- Vélez
- García Rovira
- Mares

## Gminy
1. Aguada
2. Albania
3. Aratoca
4. Barbosa
5. Barichara
6. Barrancabermeja
7. Betulia
8. Bolívar
9. Bucaramanga
10. Cabrera
11. California
12. Capitanejo
13. Carcasí
14. Cepitá
15. Cerrito
16. Charalá
17. Charta
18. Chima
19. Chipatá
20. Cimitarra
21. Concepción
22. Confines
23. Contratación
24. Coromoro
25. Curití
26. El Carmen de Chucurí
27. El Guacamayo
28. El Peñon
29. El Playón
30. Encino
31. Enciso
32. Florián
33. Floridablanca
34. Galán
35. Gámbita
36. Girón
37. Guaca
38. Guadalupe
39. Guapotá
40. Guavatá
41. Güepsa
42. Hato
43. Jesús María
44. Jordán
45. Landázuri
46. La Belleza
47. La Paz
48. Lebrija
49. Los Santos
50. Macaravita
51. Málaga
52. Matanza
53. Mogotes
54. Molagavita
55. Ocamonte
56. Oiba
57. Onzaga
58. Palmar
59. Palmas del Socorro
60. Páramo
61. Piedecuesta
62. Pinchote
63. Puente Nacional
64. Puerto Parra
65. Puerto Wilches
66. Rionegro
67. Sabana de Torres
68. San Andrés
69. San Benito
70. San Gil
71. San Joaquín
72. San José de Miranda
73. San Miguel
74. Santa Bárbara
75. Santa Helena del Opón
76. San Vicente de Chucurí
77. Simacota
78. Socorro
79. Suaita
80. Sucre
81. Suratá
82. Tona
83. Valle de San José
84. Vélez
85. Vetas
86. Villanueva
87. Zapatoca